# Osuarul din Sedlec

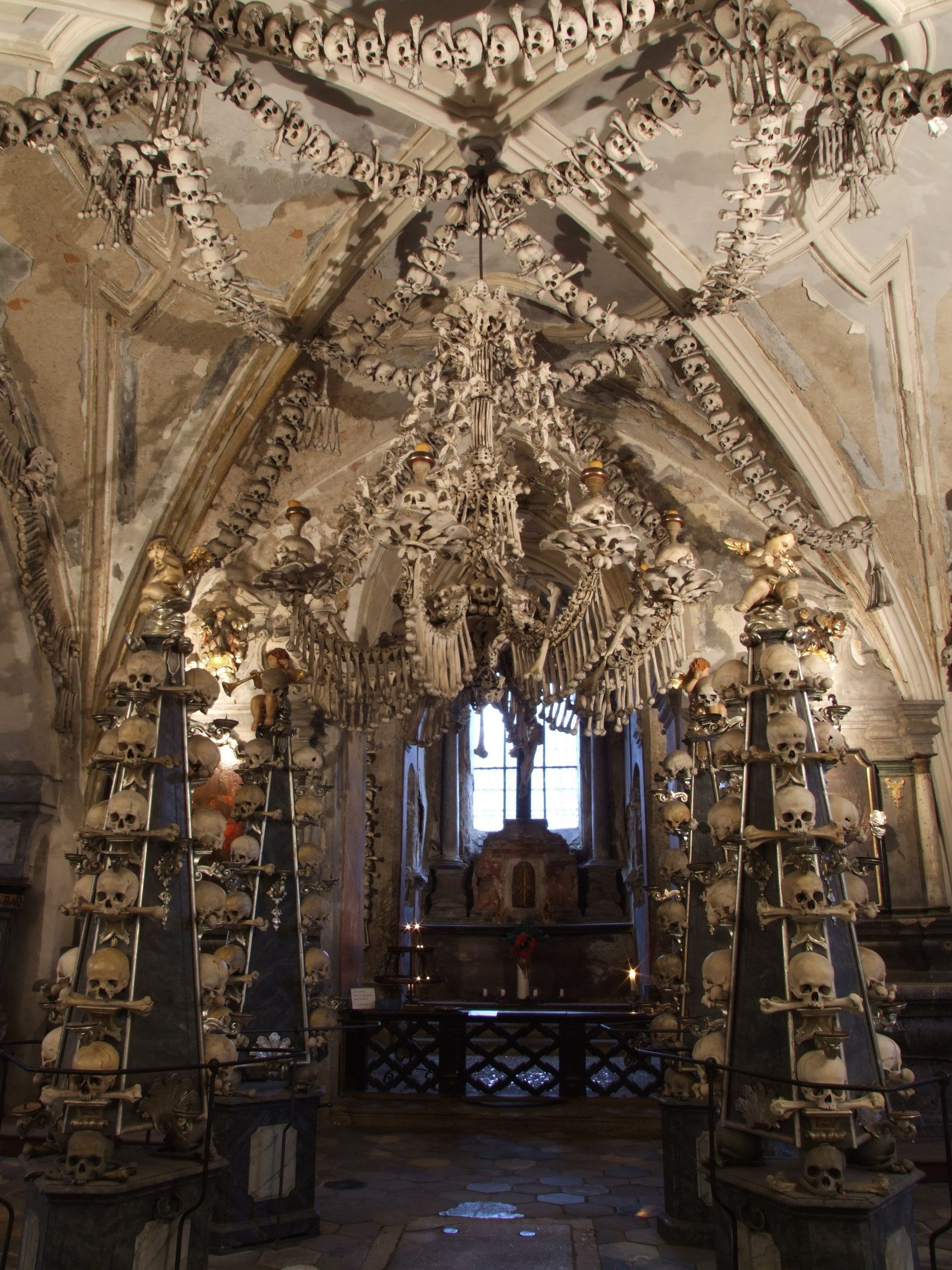
Interiorul capelei

Osuarul din Sedlec (în cehă Kostnice v Sedlci) este o mică capelă romano-catolică, situată sub biserica de cimitir cu hramul „Tuturor Sfinților” (în cehă Hřbitovní kostel Všech Svatých) din Sedlec, o suburbie a orașului Kutná Hora din Republica Cehă. Este unul din cele douăsprezece locuri din Republica Cehă aflate în Patrimoniul Mondial UNESCO. Se estimează că osuarul ar conține scheletele a între 40.000 și 70.000 de oameni, ale căror oase au fost, în multe cazuri, a fost aranjate artistic pentru a forma decorațiuni și mobilier pentru capelă. Osuarul este printre cele mai vizitate atracții turistice din Republica Cehă - atrăgând anual peste 200.000 de vizitatori.
Patru movile enorme în formă de clopot ocupă colțurile capelei. Un imens candelabru de oase, care conține cel puțin unul din fiecare os al corpului uman, atârnă în centrul naosului cu ghirlande de cranii ce drapează bolțile. Alte lucrări precum piloni și monstranțe flanchează altarul, în timp ce un blazon al Casei de Schwarzenberg, și semnătura Rint, realizate tot din oase, se află pe peretele de lângă intrare.

## Istoric

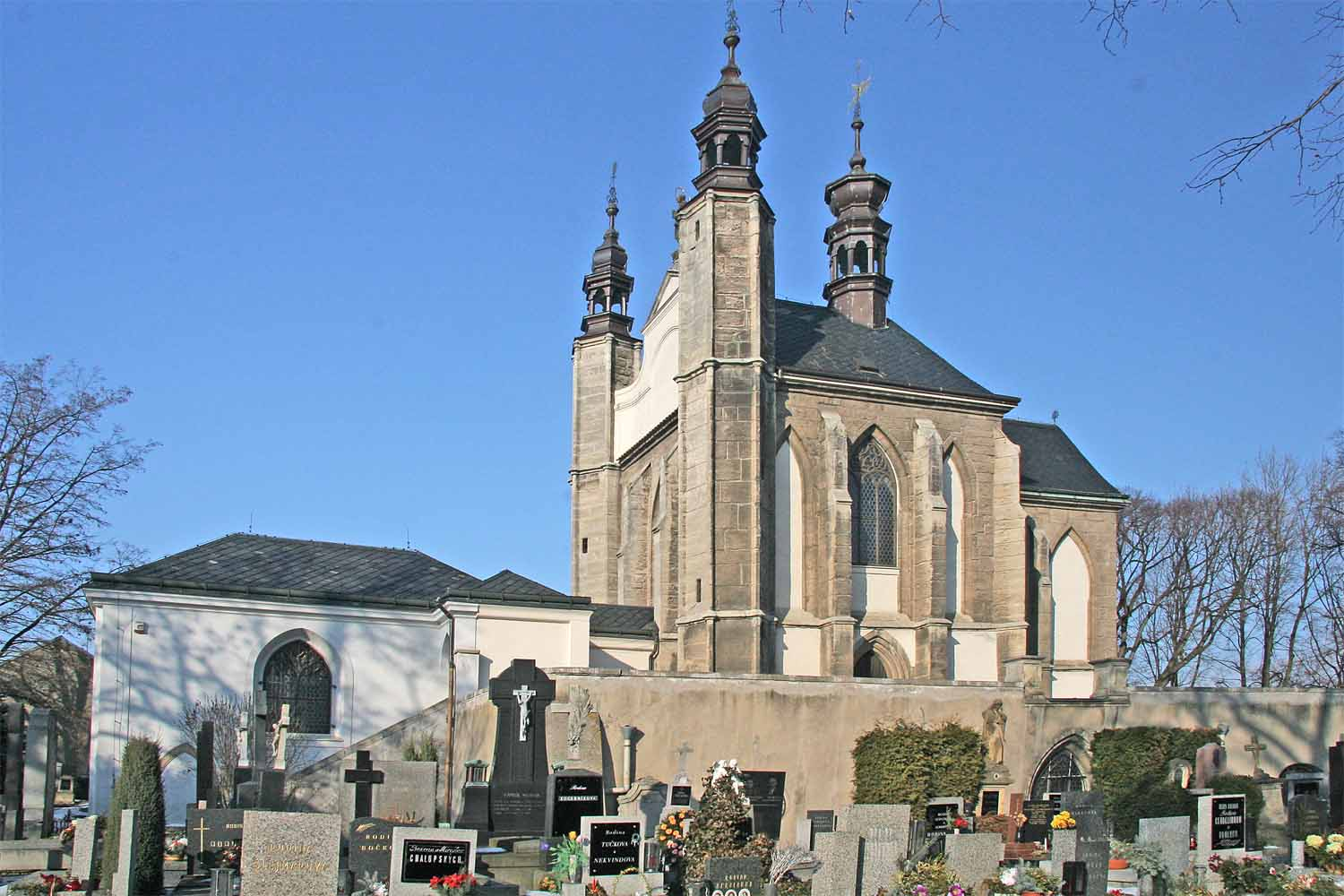
Capela văzută din exterior

În 1278, Henric, abate al mănăstirii cisterciene din Sedlec, a fost trimis în Țara Sfântă de către regele Otakar al II-lea al Boemiei. El s-a întors cu el o cantitate mică de pământ scoasă din Golgota și a răspândit-o peste cimitirul abației. Vorba despre acest act pios s-a răspândit în curând și cimitirul din Sedlec a devenit unul dintre cele mai dorite locuri de înmormântare de-a lungul Europei Centrale.
La mijlocul secolului al XIV-lea, în timpul Morții Negre, și după Războaiele Husite de la începutul secolului al XV-lea, mai multe mii de oameni au fost îngropați în cimitirul mănăstirii, așa că acesta a trebuit să fie mărit foarte mult.
În jurul anului 1400, o biserică gotică a fost construită în centrul cimitirului cu un nivel superior boltit și o mică capelă care urma să fie folosită ca osuar pentru gropile comune descoperite în timpul construcției sau programate pur și simplu pentru exhumare pentru a face loc pentru noi morminte.
După 1511, sarcina de a exhuma scheletele și de a stivui oasele lor în capelă a fost încredințată unui călugăr pe jumătate orb din acel ordin.
Între 1703 și 1710 a fost construită o nouă intrare pentru a sprijini peretele din față, care începuse să se încline spre exterior, iar capela de sus a fost reconstruită. Această lucrare, în stil baroc ceh, a fost proiectată de Jan Santini Aichel.
În 1870, cioplitorul František Rint a fost angajat de către familia Schwarzenberg pentru a aranja grămezile de oase în ordine, obținându-se un rezultat macabru.

## În mass-media
În 1970, cu prilejul aniversării centenarului lucrării realizate de Rint, regizorului ceh Jan Švankmajer i s-a comandat să realizeze un documentar despre osuar. Rezultatul a fost un film lung de 10 minute, montat frenetic, cu imagini ale scheletelor dublate cu o voce narativă neutră a unui ghid de turism. Această versiune a fost inițial interzisă de către autoritățile comuniste cehe ca o presupusă activitate subversivă, iar coloana sonoră a fost înlocuită cu o scurtă introducere și un aranjament muzical de jazz realizat de Zdeněk Liška al poemului „Comment dessiner le portrait d'un oiseau” („Cum să desenezi portretul unei păsări”) de Jacques Prévert. De la Revoluția de Catifea, coloana sonoră originală a ghidului turistic a fost din nou disponibilă.
În documentarul Long Way Round, Ewan McGregor și Charley Boorman s-au oprit să vadă această biserică. Dan Cruickshank prezintă, de asemenea, biserica într-un episod din emisiunea Adventures in Architecture.
Osuarul are un rol important în acțiunea romanului Îngerul Negru al lui John Connolly.
Osuarul este folosit ca locație pentru filmele Dungeons & Dragons  și Blood & Chocolate.
El este prezentat, de asemenea, în Ripley's Believe it or Not și este descris de Cara Seymour în scena finală a filmului Adaptation.
Osuarul a influențat, de asemenea, aspectul bârlogului dr. Satan din filmul House of 1000 Corpses al lui Rob Zombie.

Osuarul din Sedlec
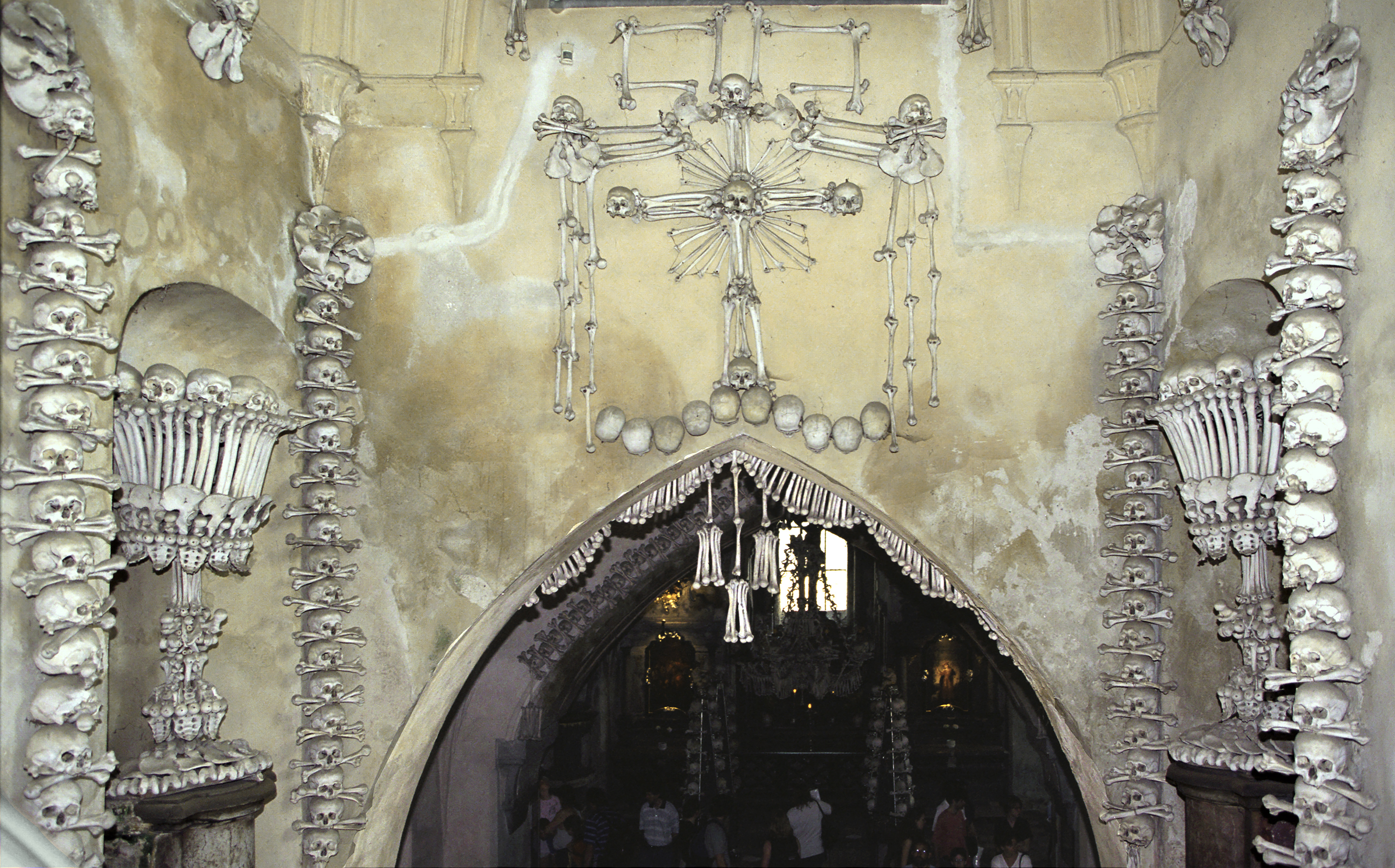
Intrarea în capelă
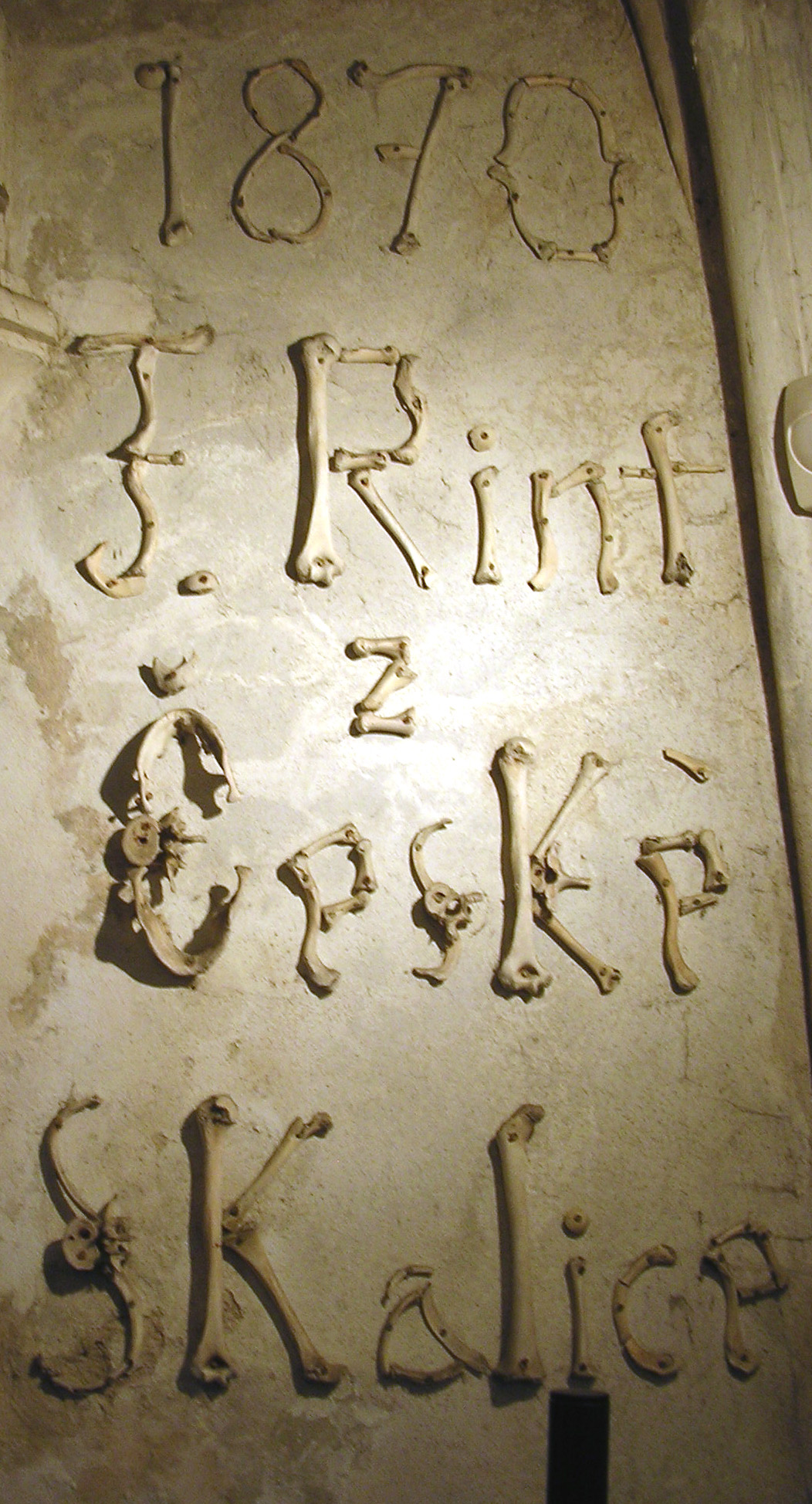
Semnătura F. Rint scrisă cu oase
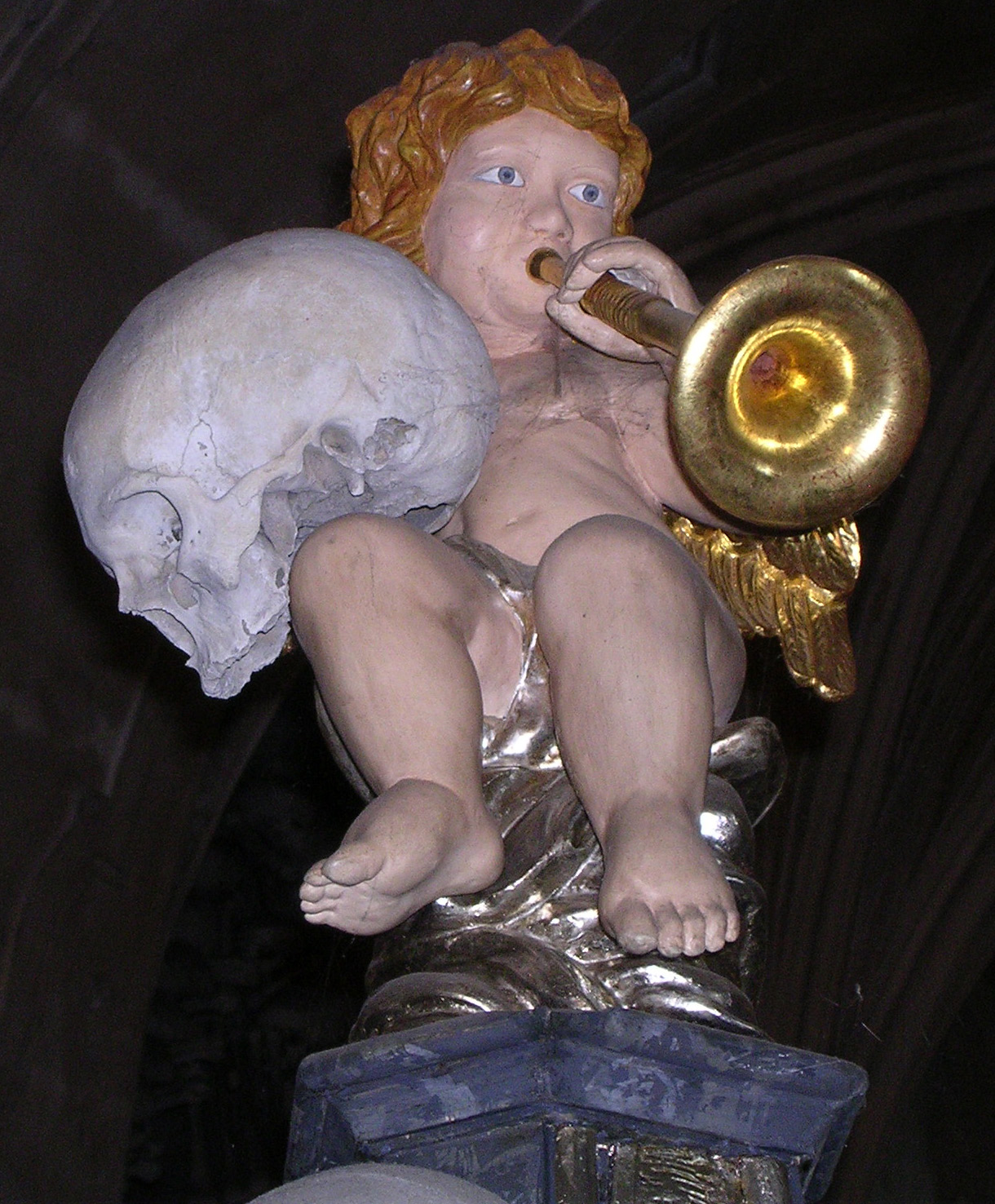
O decorațiune privită de aproape
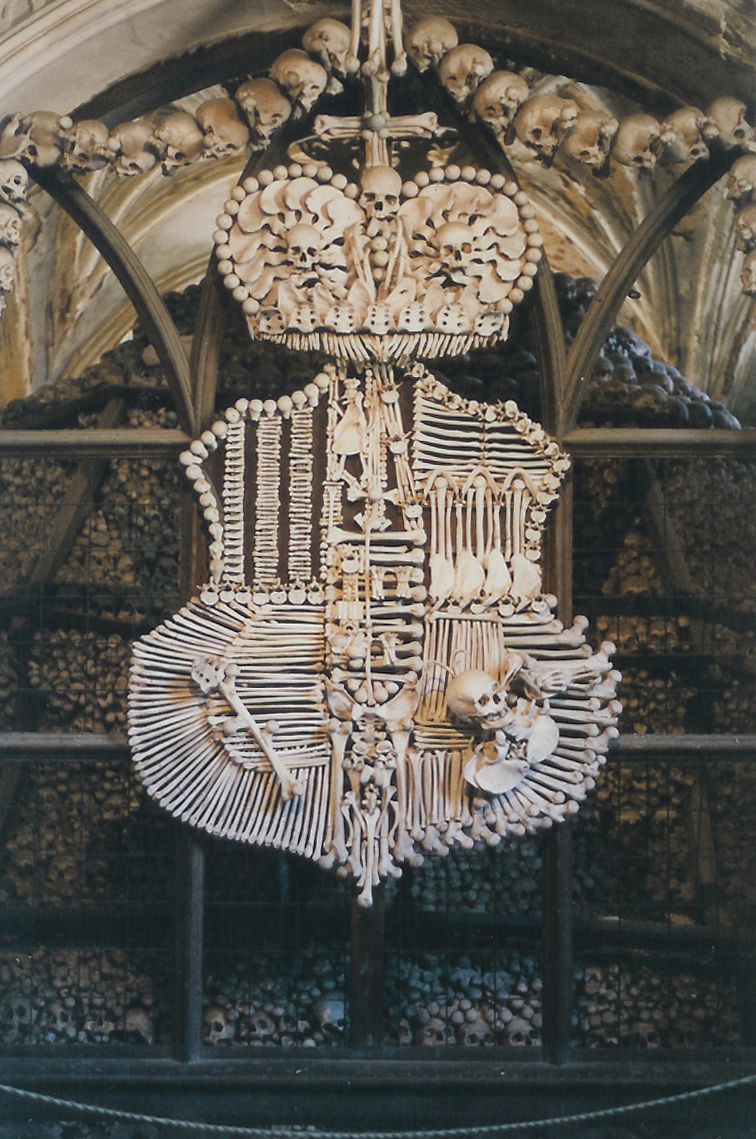
Blazonul Casei de Schwarzenberg făcut din oase
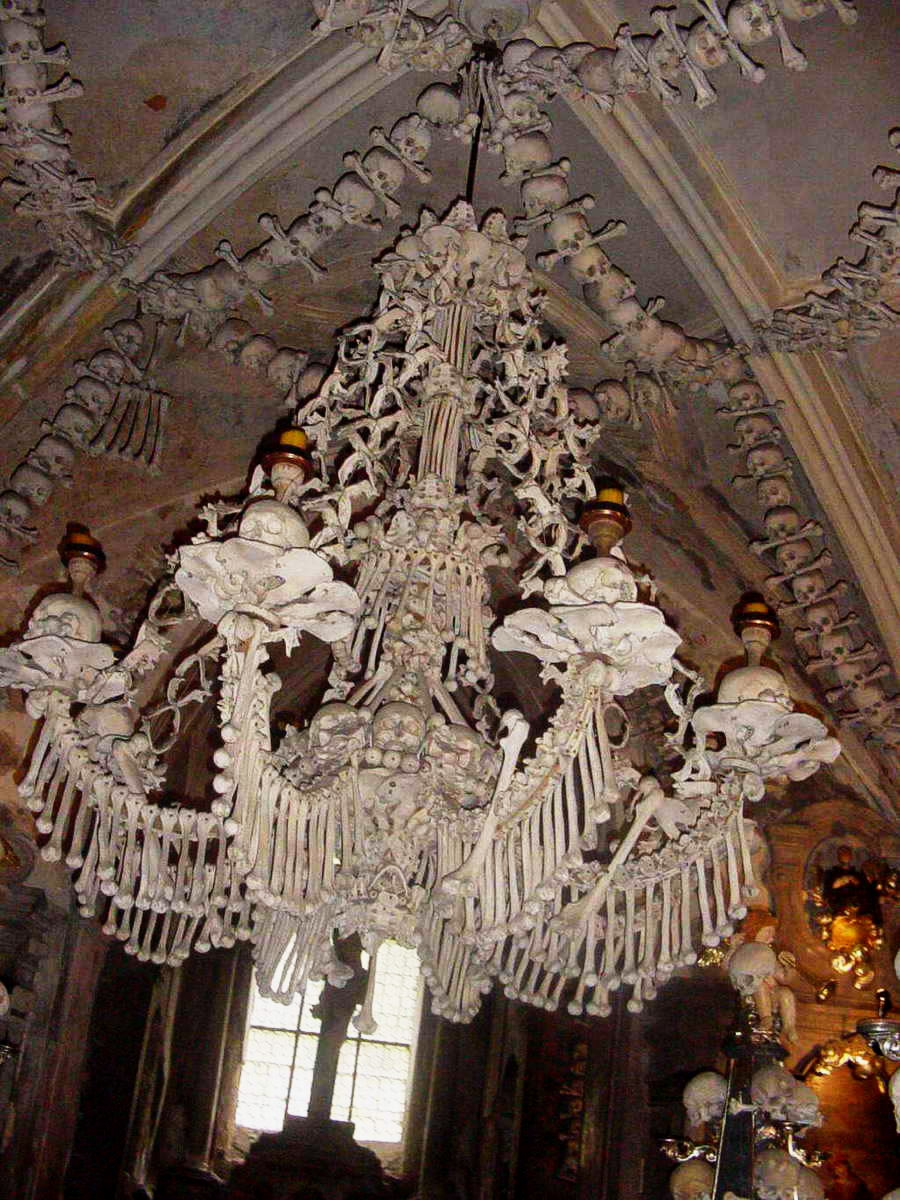
Candelabru realizat din oase și cranii
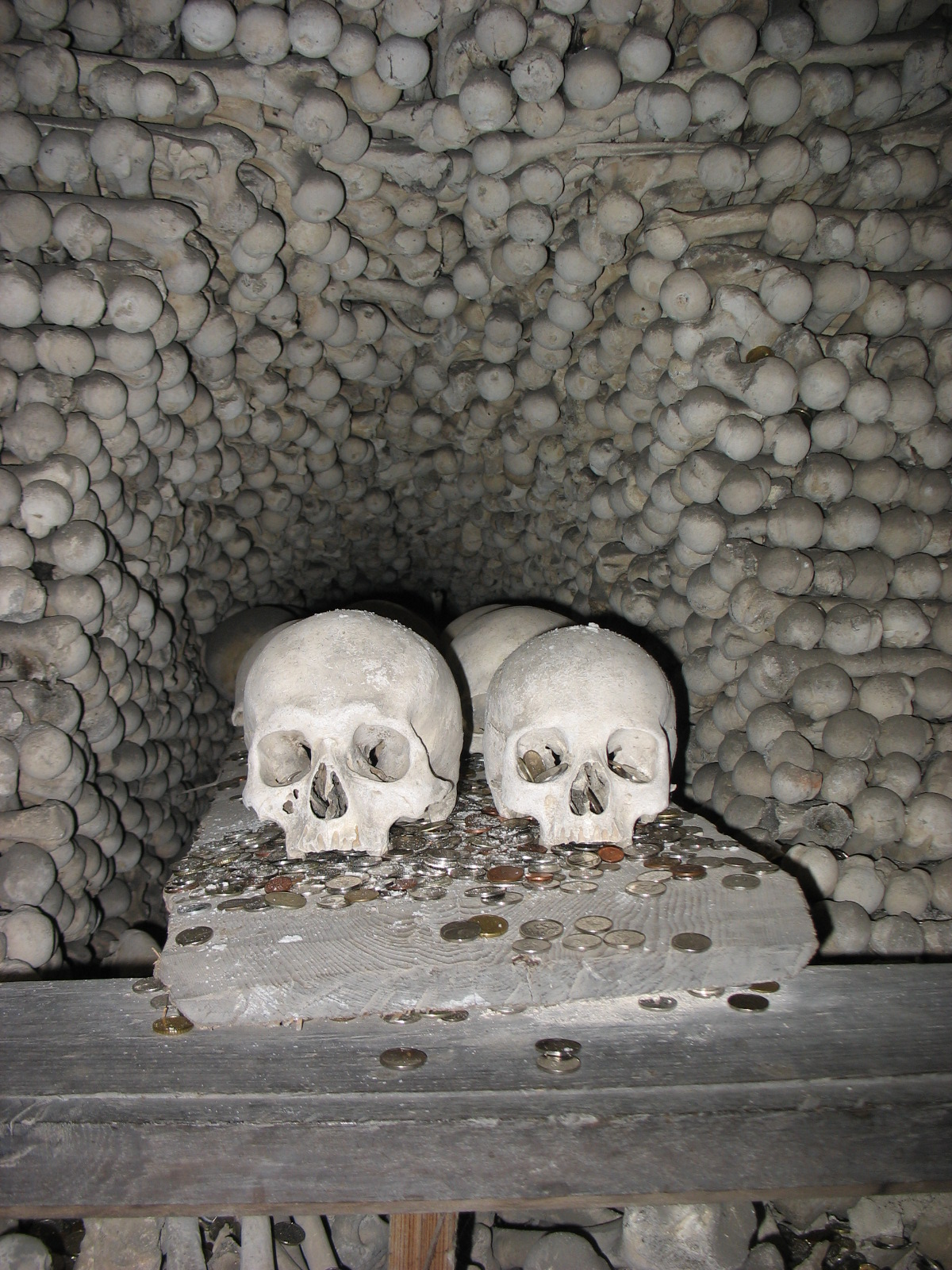
Monede lăsate ca ofrandă